# 악타 디우르나
악타 디우르나(Acta Diurna)는 로마 제국의 공식 일일 공고문으로써, 주로 돌이나 철에 글씨를 새겨 로마의 광장 같은 곳에 마련된 게시판에 사람들이 볼 수 있게끔 올리던 것을 가리킨다. 때로는 간단히 '악타', '디우르나', '악타 포피디', 또는 '악타 퍼블리카'라고도 불린다. 
악타의 최초의 형태는 로마 공화국 시절인 기원전 131년경에 나온 것으로써, 주로 법률 진행이나 재판의 결과를 다루었다. 나중에는 결혼 또는 사망 소식 등을 포함한 각종 안내문도 추가로 다루어졌다. 올린지 이틀 지나면 악타는 철거되어 따로 보관되었다. 그러나, 지금까지 온전하게 남아있는 악타는 존재하지 않는다.
때로는 서기를 맡은 사람들이 악타의 복사본을 만들어 지방 관리인들에게 보내기도 했다. 나중에는 황제가 칙령 내지는 법적인 판결을 알리는데 쓰였다. 
악타 디우르나의 발행은 로마 제국의 수도를 로마에서 콘스탄티노플(Constantinople)로 옮기면서 중단되었다.